# Jan Karel Carpentero

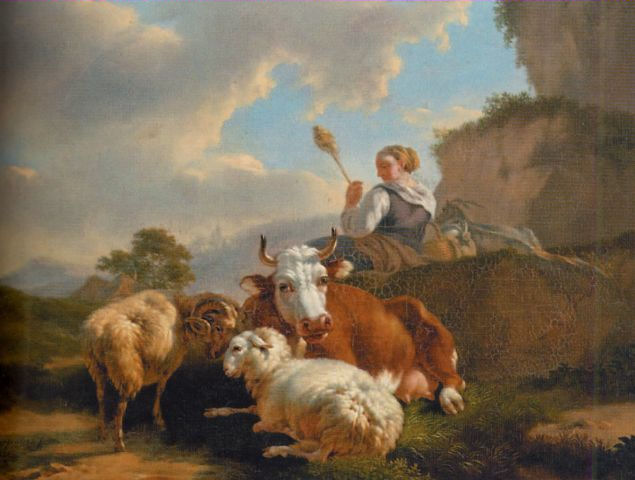
Scène pastorale (1822)

Jan Karel Carpentero (Antwerpen, 22 december 1784 – aldaar, 22 december 1823) was een Zuid-Nederlands landschap- en dierenschilder uit de vroege romantiek.

## Persoonsgegevens
Hij was de zoon van Franciscus, handelaar in schilderijen, en van Maria Theresia Koeckellenbergh. Hij huwde Isabella Maria Francisca Nauwelaers. Hun zoon, Henri-Joseph Carpentero (1820-1874), werd eveneens kunstschilder, vooral van rustieke genretaferelen en interieurs. Hij woonde in de Heilige Geeststraat te Antwerpen.

## Levensloop
Jan Karel Carpentero ontving zijn opleiding tot kunstschilder bij twee Antwerpse meesters, L. van de Bosch en Mattheus Ignatius van Bree. Hij specialiseerde zich in de genres landschap- en dierenschildering, waarbij hij zich een getrouw imitator van de preromantische stijl van zijn stadsgenoot Balthasar Paul Ommeganck toonde en wel in die mate dat schilderijen van beide artiesten soms onderling verward worden.
Carpentero was een regelmatig deelnemer aan de nog zeldzame kunstsalons in het begin van de 19de eeuw te Antwerpen en Brussel: "Landschap met vee dat door een wed waadt" (Salon. 1805, Antwerpen); "Landschap met boeren en vee" (Salon 1807, Antwerpen); "Zomerdag" en "Zomerdag met ondergaande zon" (Salon 1813, Antwerpen), "Landschap met schapen" (2x) (Tentoonstelling van Levende Meesters 1820, Amsterdam).
Carpentero wordt verder geciteerd als de eerste leermeester van de jonge Gustaf Wappers, de koploper van Antwerpse romantische schilderschool.
In juli 1815 ondertekende Carpentero mede het smeekschrift dat door een aantal Antwerpse kunstenaars gericht met het oog op de teruggave van de tijdens de Franse Revolutie door de Fransen uit Antwerpen geroofde kunstwerken.